# Шевкуненко Сергій Юрійович
Сергі́й Ю́рійович Шевкуне́нко (20 листопада 1959 — 11 лютого 1995) — радянський кіноактор, який зіграв головні ролі у фільмах «Кортик» та «Бронзовий птах». У дорослому віці провівши багато років у тюрмі, став кримінальним авторитетом і загинув від руки найманого вбивці.

## Дитинство
Шевкуненко народився 20 листопада 1959 року в родині творчих працівників: його батько Юрій Олександрович (1919-18.12.1963) був директором 2-го творчого об'єднання кіностудії «Мосфільм», мати Поліна Василівна (19.08.1919-11.02.1995) працювала асистенткою режисера. Сергій був другою дитиною в родині, він народився, коли його матері йшов 41-й рік. Батько на честь народження сина написав п'єсу «Серёжка с Малой Бронной», яка пізніше дала назву пісні, що виконував Марк Бернес.
У 1963 році, коли Сергію було 4 роки, його батько Юрій Олександрович помер від раку, і його матері знову довелось іти працювати у кіностудію «Мосфільм». У цьому їй допоміг кінорежисер Ельдар Рязанов.
У 1972 році старша сестра Сергія Ольга вийшла заміж за Семена Галкіна й пара емігрувала до США.

## Акторська діяльність
У 1973 році на студії «Беларусьфільм» режисер Микола Калінін [Архівовано 7 червня 2020 у Wayback Machine.] приступив до телевізійної екранізації повісті Анатолія Рибакова «Кортик». У ролі головного героя — піонера Міши Полякова був затверджений за підтримки Анатолія Рибакова Сергій Шевкуненко. Шевкуненко чудово справився з роллю і зовсім не загубився в присутності знаменитих акторів, зайнятих у картині: Зої Федорової, Еммануїла Виторгана, Михайла Голубовича, Романа Філіппова та інших.
«Кортик» був тепло прийнятий глядачами, і на хвилі цього успіху через рік було знято трисерійне продовження — «Бронзовий птах». Після виходу фільмів на екран Шевкуненко отримав багато пропозицій зніматися в інших картинах, серед яких він вибрав пригодницьку картину Веніаміна Дормана «Зникла експедиція». Зйомки фільму почалися влітку 1974 року в Сибіру. У новій роботі сімнадцятилітній Шевкуненко грав роль свого однолітка, що супроводжував у тайзі геологічну експедицію, яка розшукувала золото на річці Ардибаш. Фільм також мав успіх і було вирішено знімати продовження за назвою «Золота річка». Однак знятись у цій картині Сергію Шевкуненко завадив прикрий випадок.

## Кримінальна діяльність
28 березня 1976 року Шевкуненко разом із приятелем розпили пляшку портвейну, після чого мирно розійшлися. Однак по дорозі додому в одному з дворів Шевкуненко вирішив погратись з чужим собакою. Господар пригрозив, що спустить на нього пса, після чого виникла бійка, за яку Гагарінський суд Москви приговорив Сергія Шевкуненка до одного року позбавлення волі по статті 206 частина II КК РРФСР (хуліганство).
Звільнившись у 1977 році, Шевкуненко по протекції матері влаштувався працювати освітлювачем на «Мосфільм». В 1978 році він під час випивання з товаришами по роботі зламав студійний буфет і вкрав закуски на кілька десятків карбованців. За цей грабіж він отримав чотири роки тюремного ув'язнення (стаття 89 КК РРФСР). Через рік за зразкову поведінку його достроково звільнили з в'язниці. Шевкуненко, зібравши групу однолітків, почав грабувати квартири, проте вже після першої крадіжки був засуджений на новий термін — чотири роки.
Майже все наступне десятиліття Шевкуненко провів за ґратами: у 1983 році, ледь звільнившись, він потрапив у в'язницю за крадіжку (4 роки), спробував втекти, але був упійманий і додав до колишнього терміну новий — 1,5 роки. За свідченням очевидців, частина цих строків Шевкуненко одержав несправедливо, тільки тому, що не подобався своїм характером тюремній владі.
Одночасно росли вплив і авторитет Шевкуненко в кримінальному середовищі. Його організаторські здібності, зухвалість і незвичайний розум не залишилися непоміченими в неволі і дозволили йому значно піднятися в злочинній ієрархії, у якій він отримав клички Шеф і Артист.
У 1988 році Шевкуненко вийшов з в'язниці інвалідом II групи (у нього був виявлений туберкульоз), оселився у Смоленську, де невдовзі одружився. Однак 2 грудня 1989 року його заарештували за зберігання зброї, а лише через 49 днів після звільнення у 1991 році він знову потрапив за ґрати за крадіжку ікон.

## Загибель
У 1994 році Шевкуненко знову вийшов на волю. На той час він уже встиг завоювати значний авторитет у злочинному середовищі і займав статус положенця (кандидат на звання «злодія у законі»). Повернувшись до Москви, Шевкуненко поселився у матері. Він почав займатися бізнесом та зібрав кримінальну «бригаду», яка почала контролювати ряд великих об'єктів у районі кіностудії «Мосфільм», а також займатися махінаціями в сфері приватизації житла, де їх інтереси перетнулися з інтересами казанського угруповання. Після цього на початку лютого 1995 року він разом з 75-літньою матір'ю оформив документи на виїзд до сестри в США.
11 лютого 1995 року приблизно о другій годині ночі Сергій Шевкуненко в супроводі поплічників під'їхав до свого будинку по вулиці Пудовкіна. Переконавшись, що у дворі все спокійно, він відпустив приятелів, а сам увійшов у під'їзд, де з темної ніші вийшов невідомий і вистрілив йому з пістолета у живіт. Рана виявилася несмертельною, і Шевкуненко встиг заскочити в кабіну ліфта, відкрити двері власним ключем, і забігти в квартиру. Але в поспіху він залишив у замку ключі, якими скористався убивця. На шум зі спальні вибігла мати Поліна Василівна, але убивця її застрелив. Сергій Шевкуненко кинувся на допомогу матері, але був убитий трьома пострілами в голову.

## Фільмографія
- «Сестра музиканта» (1971, Петька)
- «Кортик» (1973, Миша Поляков);
- «Бронзова птиця» (1974, Миша Поляков);
- «Зникла експедиція», (1975, Митька)